# 厦安城际快速路
厦安城际快速路，又称厦门－安溪城际快速路，是指连接福建省厦门市同安区与泉州市安溪县的一条城际高速公路。厦安城际快速路是沈海高速公路复线和厦沙高速公路的组成部分，设计时速为80公里/小时，预计于2010年建成通车，将大大缩短厦门到安溪的交通距离，促进两地更好的发展，使安溪更好地融入厦门的经济圈。